# 장빅토르 퐁슬레
장빅토르 퐁슬레(프랑스어: Jean-Victor Poncelet, 1788년 7월 1일 ~ 1867년 12월 22일)는 프랑스의 공학자이자 수학자이다. 사영기하학에 공헌하였다.

## 생애
1788년 7월 1일 프랑스 메스에서 사생아로 태어났다. 아버지 클로드 퐁슬레(프랑스어: Claude Poncelet)는 부유한 변호사이자 지주였고, 어머니는 안마리 페랭(프랑스어: Anne Marie Périn)이었다. 어려서 부모와 떨어저 모젤주 생타볼(프랑스어: Saint-Avold)에서 올리에(프랑스어: Olier) 가족과 함께 자랐다.
1808년~1810년에 에콜 폴리테크니크를 다녔고, 졸업 후 프랑스 군에 지원하여 공병이 되었다. 1812년에 나폴레옹 보나파르트의 러시아 원정에 참전하였고, 러시아 군에 의하여 생포되어 1812년~1814년 동안을 사라토프에서 포로로 지냈다. 이 동안에 《도형의 사영 성질에 대한 논문》(프랑스어: Traité des propriétés projectives des figures)을 집필하였다. 1814년에 풀려나, 메스로 귀향하였다. 메스에서 공병으로 지내면서 1822년에 《도형의 사영 성질에 대한 논문》을 출판하였다.
1825년에 메스 포술 · 공학 대학(프랑스어: École d’application de l’artillerie et du génie) 교수가 되었다. 1838년에 포술 · 공학 대학을 떠났고, 1838년에 파리 대학교 교수가 되었다. 1848년에 에콜 폴리테크니크 교장이 되었다. 1850년에 에콜 폴리테크니크에서 은퇴하였다. 1867년 파리에서 사망하였다.
퐁슬레는 에펠탑에 새겨진 72인의 이름 가운데 하나이다.

## 저서
- (1822) 《도형의 사영 성질에 대한 논문》(프랑스어: Traité des propriétés projectives des figures)
- (1826) 《기계 응용 역학 강의》(프랑스어: Cours de mécanique appliqué aux machines)
- (1829) 《공업 역학 개론》(프랑스어: Introduction à la mécanique industrielle)
- (1862, 1864) 《해석학과 기하학의 응용》(프랑스어: Applications d'analyse et de géométrie)

## 참고 문헌
- Didion, M. (1870). 《Notice sur la vie et les ouvrages du général J. V. Poncelet》. L'Académie nationale de Metz. in Mémoires de l'Académie nationale de Metz 1870 (50e année / 1868–1869; 2e série) pp. 101–159.
- Bertrand, J. (1879). 《Mémoires de l'Académie des Sciences》 41.
- Taton, René (1970). 〈Jean-Victor Poncelet〉. 《Dictionary of Scientific Biography》. New York: Gale Cengage. ISBN 978-0-684-16970-5.